# Грегорі Кольбер
Грегорі Кольбер (англ. Gregory Colbert 1960, Торонто, Канада) — кінематографіст і фотограф, відомий головним чином як творець виставки художніх фотографій і фільмів «Попіл і сніг» (англ. Ashes and Snow), яка демонструється в «Кочовому музеї» (англ. Nomadic Museum).

## Творча діяльність
Перша виставка Грегорі Кольбера «Хвилі часу» (англ. Timewaves) відкрилася в 1992 р. в музеї Елізе в Швейцарії, де отримала широкий відгук і схвальні відгуки критики. Протягом наступних десяти років Кольбер не виставляв своїх робіт, не організовував публічного показу своїх фільмів, присвятивши себе подорожам в Індію, Бірму, Шрі-Ланку і Єгипет, на Домініку, в Ефіопію та Кенію, на острови Тонга, в Намібію і в Антарктику, де проводилася кіно-та фотозйомка спілкування і взаємодії людей з тваринами. З 1992 р. Грегорі Кольбер організував більше 60 таких експедицій, де працював з більш ніж 130 видами тварин. У його фільмах і на його фотографіях — слони, кити, ламантини, священний ібіс, індійські журавлі, королівські орли, кречети, рябі птахи-носороги, гепарди, леопарди, африканські дикі собаки, каракали, бабуїни, антилопи канни, сурікати, гібони, орангутани і солоноводні крокодили. У числі персонажів його фільмів — бірманські ченці, що кружляють у екстатичному танці дервішів, люди з племені Сан, з інших племен аборигенів, що мешкають в усіх кінцях світу.

### «Попіл і сніг»
У 2002 р. Кольбер представив свою роботу «Попіл і сніг» в Венеції, в Італії. У рецензії, опублікованій газетою англ. The Globe and Mail від 9 квітня 2002 року, зазначалося: «Кольбер відкрив нашим поглядам „Попіл і сніг“ — виставку зображень і фотографій, безпрецедентну за своїм охопленням і масштабом. Виставка займає 12 600 квадратних метрів і вважається однією з найбільших експозицій робіт одного автора в історії Європи».

## Фонд літаючих слонів
Грегорі Кольбер створив «Фонд літаючих слонів» на підтримку індивідуальних осіб, творча і наукова робота яких сприяє охороні природи. У число одержувачів субсидій цього фонду увійшли Зана Бріск, Марк Анкренас, Едвард Бертинських, Рави Кореа, Джим Дарлінг, Іен Дуглас-Гамільтон, Девід Гайкс, Енді Ліпкіс, Шерон Матола, Алан Рабинович, Карл Сафіна Джеймс Таррелл і Сью Ті Вонг.

## Цитати
Приступивши до роботи над виставкою «Попіл і сніг» в 1992 р., я поставив перед собою мету вивчити взаємини людини і тварин як би зсередини. Відкриваючи засоби мови, здатності до поетичного сприйняття, загальні для всіх тварин, я намагаюся відновити основи взаєморозуміння, що існували в часи, коли люди жили в гармонії з тваринним світом.

Кожна цивілізація — від єгиптян до майя, американських індіанців та бедуїнів — створювала власні бестіарії, що дозволяли виразити особливості ставлення до природи і взаємодії з нею. «Попіл і сніг» — бестіарій XXI століття, де можна спостерігати за поведінкою представників різних видів тварин. В оркестрі природи грає не лише гомо сапієнс, але й слони, кити, ламантини, орли, гепарди, орангутанги і багато інших.

Я побував біля бивнів слона, мене мало не з'їв кашалот, збив мене с ніг носоріг, обійнял ягуар, плавала поряд тигрова акула, переследували бегемоти й чорна мамба, переніс малярію та гарячку денге. Але все ж таки я оминув щонайбільшу з усіх небезпеку. Ніколи не припиняйте вивчати речі, які відкривають вас, або ті, що ви полюбляєте.